# Bradford (Illinois)
Pour les articles homonymes, voir Bradford (homonymie).
Bradford est un village du comté de Stark, dans l'Illinois, aux États-Unis. Fondé en 1869, il est incorporé le 24 janvier 1874. Lors du recensement de 2010, la ville comptait une population de 768 habitants.

## Source de la traduction
- (en) Cet article est partiellement ou en totalité issu de l’article de Wikipédia en anglais intitulé « Bradford, Illinois » (voir la liste des auteurs).